# Santo Adrião de Vizela
Santo Adrião de Vizela es una freguesia portuguesa del concelho de Vizela, con 3,47 km² de superficie y 2.460 habitantes (2001). Su densidad de población es de 708,9 hab/km².